# 412
Năm 412 là một năm trong lịch Julius.